# Horse of Copinsay
Horse of Copinsay är en klippö i Storbritannien. Den ligger i kommunen Orkneyöarna och riksdelen Skottland. Närmaste större samhälle är Kirkwall, 19 km väster om Horse of Copinsay. 